# 사회환경
사회환경(social environment), 사회적 맥락, 사회문화적 맥락 또는 환경(milieu)은 사람들이 살고 있거나 어떤 일이 발생하거나 발전하는 즉각적인 물리적, 사회적 환경을 의미한다. 여기에는 개인이 교육을 받았거나 살고 있는 문화, 그리고 상호 작용하는 사람과 제도가 포함된다. 상호 작용은 직접 또는 통신 매체를 통해 이루어질 수 있으며 익명 또는 일방적일 수도 있으며 사회적 지위의 평등을 의미하지 않을 수도 있다. 사회환경은 사회계층이나 사회 집단보다 더 넓은 개념이다.
물리적, 사회적 환경은 활동적이고 건강한 노화를 결정하는 요소이며, 환경 노인학 연구의 핵심 요소이다.

## 연대
동일한 사회적 환경을 가진 사람들은 사회적 연대감을 키우는 경우가 많다. 사람들은 종종 서로를 신뢰하고 돕는 경향이 있으며, 사회 집단에 모이는 경향이 있다. 비록 그들이 도달하는 결론은 다를지라도 그들은 종종 비슷한 스타일과 패턴으로 생각한다.

## 같이 보기
- 공동체주의
- 프레이밍
- 아비투스 (사회학)